# Новий Трошин
Новий Трошин (пол. Nowy Troszyn) — село в Польщі, у гміні Гомбін Плоцького повіту Мазовецького воєводства.
Населення — 300 осіб (2011).
У 1975-1998 роках село належало до Плоцького воєводства.

## Демографія
Демографічна структура станом на 31 березня 2011 року:
|          | Загалом | Допрацездатний вік | Працездатний вік | Постпрацездатний вік |
| -------- | ------- | ------------------ | ---------------- | -------------------- |
| Чоловіки | 147     | 32                 | 98               | 17                   |
| Жінки    | 153     | 33                 | 78               | 42                   |
| Разом    | 300     | 65                 | 176              | 59                   |